# Asas Futebol Clube
O Asas Futebol Clube é um clube de Futebol extinto brasileiro que ficava na Avenida Perimetral ao número 1.209, no Bairro de Prazeres (Jaboatão dos Guararapes), em Jaboatão dos Guararapes, no Estado de Pernambuco, Brasil.

## Histórico em competições oficiais
- Campeonato Pernambucano: 1959-1961 [1]